# Liste der Ramsar-Gebiete in Fidschi
Die Ramsar-Gebiete in Fidschi sind nach der 1971 beschlossenen Ramsar-Konvention besondere Schutzzonen für natürliche Feuchtgebiete auf dem Territorium des Landes. Sie besitzen gemäß dem Anliegen dieses völkerrechtlichen Vertrags eine hohe Bedeutung und dienen insbesondere dem Erhalt der Lebensräume von Wasser- und Watvögeln. Die zwei Ramsar-Gebiete haben eine Gesamtfläche von 135.515 Hektar.

## Liste
| Name des Gebiets              | Bild | Koordinaten                  | Ramsar-Nr. | Fläche [ha] | Ausweisungsdatum | Anmerkungen                          |
| ----------------------------- | ---- | ---------------------------- | ---------- | ----------- | ---------------- | ------------------------------------ |
| Qoliqoli Cokovata             |      | 16° 22′ 0″ S, 179° 2′ 21″ O  | 2331       | 134.900     | 16. Jan. 2018    | Typ: Korallenriff                    |
| Upper Navua Conservation Area |      | 18° 7′ 27″ S, 177° 56′ 52″ O | 1612       | 615         | 11. Apr. 2006    | nationaler Status: Conservation Area |